# 當旺爸爸
《當旺爸爸》（英語：Daddy Good Deeds），香港電視廣播有限公司時裝電視劇，由夏雨、馬浚偉及鍾嘉欣領銜主演，並由蕭正楠、麥長青、胡定欣、樂瞳及周驄聯合演出，監製為梅小青。此劇為2012無綫節目巡禮劇集之一。此劇是監製梅小青及演員夏雨，馬浚偉和劉倩婷離開無綫前拍攝的最後作品。此劇亦是蕭正楠的成名作。而劇中一些角色名稱是影射藝員姓名。此劇主要於大型住宅泓景臺進行拍攝，包括花園平台以及住客會所。

## 演員表

### 高家
| 演員   | 角色   | 暱稱／關係 |
| 夏雨   | 高義文 | 二叔公、文叔 真正的「當旺爸爸」 《德廣大押》之老闆 曾偷渡來港 高威庭之養父 高如珠、高如寶之父 溫婉嫻之老爺 高梓傑、高若文之祖父 林鳳之外公 葉貴之外婆之姪女之表姨甥（無血緣關係，但輩份比葉貴低） 與林亞女有賓主關係 於第20集成為大廈業主立案法團主席                                                                        |
| 麥長青 | 高威庭 | Wilson、大阿哥、阿威 原姓梁 視光師，後於第5集辭職 高義文之養子 畢美儀之子 高如珠、高如寶之兄 溫婉嫻之夫 六年前與溫婉嫻認識，後結婚 於第6集起成為《盤點市場推廣有限公司》之行政總裁之一 高梓傑、高若文之父 林发之大舅 林凤之舅父 生日是﹕1975年（36歲）                                                                       |
| 胡定欣 | 溫婉嫻 | Wendy、大嫂 《盤點市場推廣有限公司》之行政總裁之一 高義文、畢美儀之媳婦 高威庭之妻 高如珠、高如寶之大嫂 高梓傑、高若文之母 林凤之舅妈 |
| 鍾嘉欣 | 高如珠 | 二叔妹、Madam Ko、如珠、珠女、二家姐 WPC66823的軍裝巡邏小隊警員 兩年後成為重案組之探員（CID） 第20集成為重案組之高級督察 高義文之長女 林亞女之媳婦 溫婉嫻之姑仔 高威庭之妹（無血緣關係） 高如寶之姊 陳立信之情婦，後分手 曾傾慕李國銘 林發之歡喜冤家，後為其妻 林鳳之母 高若文、高梓杰之姑姐 生日是﹕1985年（26歲）          |
| 樂 瞳  | 高如寶 | Bella、三妹 加拿大大學「民間文學藝術及民族學」畢業生 高義文之幼女 溫婉嫻之姑仔 高威庭之妹（無血緣關係） 高如珠之親妹 林发之小姨子 高若文、高梓杰之姑姐 林凤之姨 黃偉良之女友 曾任貝兒之私人助理 後加入溫婉嫻之市場推廣公司 曾參加電視台《超音巨聲》歌唱比賽 曾到麻省修讀會計課程 第20集成為執業會計師 生日是﹕1988年（23歲） |
| 劉彥夆 | 高若文 | 高威庭、溫婉嫻之子 高如珠、林发、高如宝之侄 林凤之表哥 高義文之孫 |
| 鄭耀軒 | 高梓傑 | 高威庭、溫婉嫻之子 高如珠、林发、高如宝之侄 林凤之表哥 高義文之孫 |

### 林家
| 演員   | 角色   | 暱稱／關係 |
| 周聰   | 林亞女 | 阿林、林伯 《德廣大押》之會計及幫櫃 林發之父 葉貴之契父 高如珠之老爺 林鳳之祖父 與高義文有賓主關係，後為冤家關係 |
| 馬浚偉 | 林 發  | 發達哥、發達仔、大佬發 《TBB最好電視有限公司》電視台之製作聯絡科的首席外景聯絡員 第20集成為製作聯絡科之經理 兼職羽毛球教練、《Crazybuy消費團購網》公司之主席、的士司機 林亞女之子 葉貴之好友 Mary之前男友 高如珠之歡喜冤家，後為其夫 林鳳之父 高義文之女婿 高威庭之妹夫 高如宝之姐夫 高若文、高梓杰之姑丈 2010年香港羽毛球奪標賽中級組男子單打季軍、香港羽毛球致勝盃男子組單打冠軍、2007年亞洲羽毛球交流賽男子單打季軍、2006年亞洲羽毛球優良賽男子組雙打冠軍 |
| 鍾嘉欣 | 高如珠 | 二叔妹、Madam Ko、珠女、二家姐 林發之妻 林鳳之母 林亞女之媳婦 參見高家 |
| 佘卓穎 | 林 鳳  | 林發、高如珠之女 林亞女之孫 高義文之外孫 高威庭、温婉娴之外甥女 高如宝之姨甥女 高若文、高梓杰之表妹 就讀名校幼稚園（第20集） |

### 警署
| 演員   | 角色   | 暱稱／關係                                                                  |
| 曾偉權 | 李國銘 | 犀利Sir、Raymond 重案組高級督察 Ivy之男友，後為其夫                         |
| 鍾嘉欣 | 高如珠 | WPC66823的軍裝巡邏小隊警員 後成為重案組警員 於第20集榮升為高級督察 參見高家 |
| 陳志健 | 胡志偉 | 姓名影射：民主黨主席胡志偉 重案組警員                                       |
| 翟威廉 | 劉康華 | 姓名影射：劉德華 重案組警員                                                 |
| 李雨陽 | 黎明健 | 姓名影射：黎明 重案組警員                                                   |
| 許家傑 | 張學祥 | 姓名影射：張學友 重案組警員                                                 |
| 陳偉洪 | 郭壽城 | 姓名影射：郭富城 重案組警員                                                 |
| 魯文傑 | 黃達雄 | 軍裝警察                                                                    |
| 林婉霞 | 梁君美 |                                                                             |
| 陳 堃  | 何金泰 |                                                                             |
| 裘卓能 | 蔡世銅 |                                                                             |
| 劉秉賓 | 錢柏遠 |                                                                             |
| 王維德 | 程Sir  | 把贓物單交到德廣大押（第1, 13集）                                           |

### 德廣大押
| 演員   | 角色   | 暱稱／關係 |
| 夏雨   | 高義文 | 《德廣大押》之老闆 曾為《德廣大押》之雜務，後為朝奉 參見高家 |
| 周聰   | 林亞女 | 《德廣大押》之會計及幫櫃 參見林家 |
| 蕭正楠 | 葉 貴  | 阿Yap 《德廣大押》之學徒 馬來西亞華僑 高義文之表姨婆之姑媽之外孫（無血緣關係，但輩份比高義文高） 林發之好友 雷強之男友，後分手 暗戀高如珠 江翠絲之男友，後為其夫 曾參加電視台《超音巨聲》歌唱比賽 曾害怕壁虎 被相士指出前世為大駙馬（即蕭正楠在公主嫁到內角色） |

### TBB電視台
| 演員   | 角色       | 暱稱／關係                                                                                      |
| 馬浚偉 | 林 發      | 《TBB最好電視有限公司》電視台之製作聯絡科的首席外景聯絡員 於第20集成為製作聯絡科之經理 參見林家 |
| 蔣家旻 | 貝 兒      | 新晉歌星 素顏時滿臉雀斑 曾聘請高如寶為其私人助理 為《超音巨聲》拍攝宣傳片（第8-9集）            |
| 易智遠 | Simson     | 導演、《超音巨聲》監製                                                                          |
| 陳亭嘉 | Eva        | 電視台職員                                                                                      |
| 林遠迎 | 蘿 拔      | 電視台職員                                                                                      |
| 馬貫東 | Chris      | 電視台職員                                                                                      |
| 黃俊伸 | Scott      | 電視台職員                                                                                      |
| 杜大偉 | 攝影師     | 電視台職員                                                                                      |
| 侯建民 | 攝影師助手 | 電視台職員                                                                                      |
| 李偉健 | 收音師     | 電視台職員                                                                                      |
| 李啟傑 | fit明      | 《法證先鋒IV》導演（第2, 4集【其余集数以手机跟林发通话】）                                      |
| 鍾鈺精 | PA         | （第2集）                                                                                       |
| 許明志 | PA         | （第3集）                                                                                       |
| 游莨維 | 焦 屍      | 電視台演員（第2集）                                                                             |
| 李思欣 | Ada        | 電視台臨時演員 《誰家枕頭無腰果》之跑龍套演員 林發之好友（第6集）                               |
| 潘宗揚 | 華         | 導演（第8, 10-11集）                                                                            |
| 葉家泓 |            | 導演（第8集）                                                                                   |
| 羅欣羚 | 芬 女      | 助導（第8, 10-11集）                                                                            |
| 梁暐昕 | 小金鈴     | 《宮心計II》演員（第8集）                                                                       |
| 白健恩 |            | 《超音巨聲》FM（第10-11集）                                                                     |
| 游 飈  |            | 《超音巨聲》FM（第10-11集）                                                                     |
| 劉威煌 |            | 《超音巨聲》上屆參賽者 為《超音巨聲》拍攝宣傳片（第8-9集）                                      |
| 陳國峰 |            | 《超音巨聲》上屆參賽者 為《超音巨聲》拍攝宣傳片（第8-9集）                                      |
| 謝東閔 |            | 《超音巨聲》上屆參賽者 為《超音巨聲》拍攝宣傳片（第8-9集）                                      |
| 林師傑 |            | 《超音巨聲》上屆參賽者 為《超音巨聲》拍攝宣傳片（第8-9集）                                      |

### 超音巨聲
| 演員   | 角色       | 暱稱／關係 |
| 呂 珊  | Miss Ching | 姓名影射：陳潔靈（Miss Chan Chan） 《超音巨聲》主席評判 與Rosa To不和                                                              |
| 李綺雯 | 亞 甜      | 大笑甜 姓名影射：田蕊妮（大塊田） 《超音巨聲》主持                                                                                 |
| 戴耀明 | 昆 美      | 姓名影射：森美 《超音巨聲》主持 |
| 羅天池 | 陳超仁     | 姓名影射：陳奐仁 《超音巨聲》評判                                                                                                  |
| 吳香倫 | Rosa To    | 姓名影射：杜麗莎（Teresa） 《超音巨聲》評判 與Miss Ching不和                                                                       |
| 張景淳 | 黃偉良     | 《超音巨聲》參賽者1號 唱巾幗梟雄主題曲「紅蝴蝶」 馬輝煌之PK對手 進入總決賽 哈佛大學交換生 高如寶之男友                             |
| 丁樂鍶 | 陳小欣     | 《超音巨聲》參賽者2號 表演跳舞 詹耀恩之PK對手 在半決賽被淘汰                                                                       |
| 王淑玲 | 關芷如     | 《超音巨聲》參賽者3號 唱宮心計主題曲「攻心計」 張立希之PK對手 進入總決賽                                                           |
| 李興華 | 蕭德基     | 《超音巨聲》參賽者4號 唱點解阿Sir係阿Sir主題曲「春風化雨」 趙美蓉之PK對手 進入總決賽                                               |
| 李 豪  | 張立希     | 《超音巨聲》參賽者5號 唱巾幗梟雄之義海豪情主題曲「義海豪情」 趙美蓉之PK對手 在半決賽被淘汰                                         |
| 朱敏瀚 | 詹耀恩     | 《超音巨聲》參賽者6號 唱法證先鋒III主題曲「目擊」 陳小欣之PK對手 進入總決賽                                                        |
| 范彩兒 | 趙美蓉     | 《超音巨聲》參賽者7號 表演彈結他 蕭德基之PK對手 在半決賽被淘汰                                                                     |
| 黃得生 | 馬輝煌     | 姓名影射﹕劉威煌，角色疑似影射﹕林師傑 《超音巨聲》參賽者8號 唱真相主題曲「潛伏」 黃偉良之PK對手 在半決賽被淘汰 與電視台高層有關係 |
| 樂 瞳  | 高如寶     | 《超音巨聲》參賽者9號 唱汪明荃的「凍咖啡」 葉貴之PK對手 在半決賽被淘汰 參見高家                                                    |
| 蕭正楠 | 葉 貴      | 《超音巨聲》參賽者10號 唱李克勤的「舊歡如夢」（半決賽）、張學友的「遙遠的她」（總決賽） 高如寶之PK對手 進入總決賽 參見德廣大押     |
| 柯 嵐  |            | 《超音巨聲》Band |
| 吳雲甫 |            | 《超音巨聲》Band |
| 羅天宇 |            | 《超音巨聲》Band |
| 李偉健 |            | 《超音巨聲》Band |

### 其他演員
| 演員           | 角色       | 暱稱／關係 |
| 胡 楓          | 高忠新     | 高義文之孻叔 勇之父 高威庭、高如珠、高如宝之孻叔公 針對高義文 高义文初到香港時投靠的人，但被拒絕 於第19集因被兒子推倒而昏迷 於第20集與高義文和解，並買下德廣大押，以低50%租給高義文 |
| 陳敏之         | 雷 強      | 葉貴之女友，後分手 方醫生之妻 被相士指出前世為大公主 |
| 黎諾懿         | 陳立信     | 小丹之夫 高如珠之情夫，後分手 |
| 楊秀惠         | 江翠絲     | 塔羅絲 高如珠之朋友 曾誤會林發為其真命天子 鑽研塔羅牌 於第18集出場 於第20集成爲葉貴之妻，並懷有葉貴的男嬰                                                                           |
| 趙靜儀         | 藍主任     | Nancy 《盤點市場推廣有限公司》之高級主任 溫婉嫻之下屬 |
| 麥嘉倫         | 呂經理     | Sam 《盤點市場推廣有限公司》之高級經理 溫婉嫻之下屬 |
| 李天翔         | 李子傑     | Kelvin 眼鏡店業務經理 高威庭之上司 針對高威庭 |
| 馬 賽          | Mary       | 林發之前女友 Stanley之女友（第1集） |
| 李岡龍         | 華         | 保安（第1集） |
| 李鴻           | 霍正雄     | 眼鏡店老闆（第1集） |
| 何偉業         | Simon      | 眼鏡店職員（第1集） |
| 關浩揚         | Ben        | 眼鏡店職員（第1集） |
| 司徒暉         | Andy       | 眼鏡店職員（第1集） |
| 蔣志光         | 賣魚勝     | 勝哥 魚販 高義文之街坊（第1集） |
| 宋熙年         | 小 梅      | 導遊 於第1集帶隊廣州旅行團來香港 |
| 陳安瑩         | 朱 太      | 來自廣州的遊客 於第1集參加旅行團來香港旅遊 |
| 魏惠文         | 朱 生      | 來自廣州的遊客 於第1集參加旅行團來香港旅遊 |
| 曾慧雲         | 團 友      | 來自廣州的遊客 於第1集參加旅行團來香港旅遊 |
| 蘇恩磁         | 團 友      | 來自廣州的遊客 於第1集參加旅行團來香港旅遊 |
| 蘇麗明         | 團 友      | 來自廣州的遊客 於第1集參加旅行團來香港旅遊 |
| 盧宛茵         | 闊 太      | 賣魚勝之顧客（第1集） |
| 朱維德         | 老 闆      | 《榮隆參茸行》海味店之老闆 於第1集賣鮑魚給高義文 |
| 許碧姬         | 三叔婆     | 高義文之街坊 於第1集幫襯《德廣大押》 |
| 高鈞賢         | 許先生     | 《南生圍國際貿易公司》之老闆 古小姐之上司 於第1集被控非禮咖啡店職員 |
| 葉翠翠         | 古小姐     | 《南生圍國際貿易公司》之職員 許先生之助理 於第1集接見溫婉嫻 |
| 菁 瑋          | 秘 書      | 古小姐之秘書（第1集） |
| 苟芸慧         | 索女侍應   | 咖啡店職員 於第1集被許先生非禮 |
| 羅泳嫻         | 高 妹      | 咖啡店職員（第1集） |
| 詹小玲         | 匪 徒      | 拿賊贓到「德廣大押」典當，後被拘捕（第1集） |
| 楊卓娜         | 老 闆      | 餐廳老闆娘 於第1集被林發邀請借場地給電視台拍劇 |
| 潘曉彤         | 中學生     | （第1集） |
| 林秀怡         | 中學生     | （第1集） |
| 鄭家俊         | 中學生     | （第1集） |
| 王東泰         | 途 人      | （第1集） |
| 王致迪         | 途 人      | （第1集） |
| 黃子雄         | Gary       | 《盛永昌國際貿易有限公司》之總經理（第2集） |
| 何傲兒         | Susan      | 《盛永昌國際貿易有限公司》之職員 Gary之秘書（第2集） |
| 馮素波         | 執金婆婆   | 執到林發之前遺失的金肚臍（第2集） |
| 趙敏通         | 龍         | 何美儀之同黨（第2集） |
| 張漢斌         | 阿 成      | 發叔之子（第2集） |
| 余子明         | 發 叔      | 阿成之父（第2集） |
| 鄭家生         | 鄭 生      | 於第2集租借自己家給電視台拍劇 |
| 羅浩楷         | 馬 生      | 業主（第2集） |
| 高可慧         | 紅         | 飛機乘客（第2集） |
| 李善恆         |            | 飛機乘客（第2集） |
| 李君妍         | 空 姐      | （第2集） |
| 韓馬利         | 刁 太      | 林發之羽毛球學生（第3集） |
| 李忠希         | 大麻成     | 茶餐廳伙記（第3-6, 13集） |
| 趙樂賢         | 金毛飛     | 被高如珠控告衝紅燈（第3集） |
| 黃梓瑋         | 洗碗阿姐   | 茶餐廳員工（第3集） |
| 鄺佐輝         | 馬老闆     | 茶餐廳老闆（第3集） |
| 徐玟晴         | 護 士      | （第3集） |
| 黃文標         | 羅永波     | 波哥 於第3集提供假金予林發 |
| 李漫芬         | 女主持     | 訪問高義文（第3集） |
| 葉 暐          | 阿 昌      | 德廣大押應徵者（第3集） |
| 劉 江          | 王福全     | 德廣大押之顧客 王月華之父（第4集） |
| 張美妮         | 王月華     | 王福全之女（第4集） |
| 韓毓霞         | 老闆娘     | 大排檔老闆娘（第4集） |
| 蕭凱欣         | 職 員      | 傢俬舖職員（第4集） |
| 黎秀英         | 婆 婆      | 於街頭執紙皮（第5集） |
| 曾 敏          | Michelle   | 李子傑之情婦（第5集） |
| 陳文靜         | Judy       | 李子傑之妻（第5集） |
| 鄭嘉雯         | 售貨員     | （第5集） |
| 陳丹丹         | 小 丹      | 陳立信之妻（第5-6集） |
| 羅鈞滿         | 摺 凳      | 患乙型肝炎 有意追求高如寶（第6集） |
| 周寶霖         | 大 婆      | （第6集） |
| 張韋怡         | 二 奶      | （第6集） |
| 譚炳文         | 了朋居士   | 解籤人（第7, 13集） |
| 謝珊珊         | 女騙徒     | 於第7集向葉貴訛稱自己有雷強下落 |
| 黃子恆         | 何兆棠     | 重案組跟蹤的犯人（第8集） |
| 傅劍虹         | 潘立富     | 重案組跟蹤的犯人（第8集） |
| 沈可欣         | 新移民師奶 | 因沒有錢買奶粉而向德廣大押典當手機，但被拒 獲高義文借錢買奶粉（第8集） |
| 姜克誠         | 駱家勁     | 跛佬勁 重案組通緝人物（第9集） |
| 華忠男         | 跛佬敬     | 被高如珠誤以為「跛佬勁」（第9集） |
| 何俊軒         | 青面輝     | 大漢 跛佬敬之手下（第9集） |
| 陳康健         | 刀疤昆     | 大漢 跛佬敬之手下（第9集） |
| 羅天宇         |            | 大漢 跛佬敬之手下（第9集） |
| 卓 躒          |            | 大漢 跛佬敬之手下（第9集） |
| 鄭詠謙         |            | 大漢 跛佬敬之手下（第9集） |
| 吳雲甫         |            | 大漢 跛佬敬之手下（第9集） |
| 沈愛琳         | 店 員      | 朱古力店店員（第9集） |
| 潘冠霖         | 蔡小姐     | （第9集） |
| 葉婷芝         |            | 護士（第9集） |
| 陳珈穎         |            | 護士（第9集） |
| 黃鳳           | Co Co      | 電視台綜藝組秘書（第10集） |
| 鄭家俊         |            | 記者（第10集） |
| 王致迪         |            | 記者（第10集） |
| 吳綺珊         | 女主持     | 《超音巨聲》記招主持（第10集） |
| 吳幸美         | 女主持     | 《超音巨聲》記招主持（第10集） |
| 李靄璣         | 女主持     | （第11集） |
| 鄧梓峰         | 方醫生     | 雷強之夫（第11集） |
| 杜 港          | Tom        | （第11集） |
| 劉桂芳         | 梁 太      | 業主立案法團主席 被林發要求借出大廈以作拍攝用途（第11集） |
| 劉天龍         | Stanley    | Mary之男友（第12集） |
| 莫偉文         | 余 伯      | 海味店老闆（第12集） |
| 黃耀煌         |            | 海味店店員（第12集） |
| 包曉華         | 蠂 姨      | Mary之母（第12集） |
| 杜思娜         | 當舖客人   | （第13集） |
| 鄧英敏         | 周老闆     | 當舖老闆（第13集） |
| 霍健邦         | 榮         | 當舖職員（第13集） |
| 陳狄克         | 露宿者     | （第13集） |
| 劉倩婷         | Ivy        | 李國銘之女友，後為其妻（第13集） |
| 梁健平         | 郭 生      | 曾與《盤點市場推廣有限公司》合作（第14集） |
| 楊 明          | Peter      | 鍾爵士之養子 溫婉嫻之大學同學（第14集） |
| 曾健明         | 餐廳經理   | （第14集） |
| 梁舜燕         | 麥老太     | 把其孫拿到德廣大押「當旺」（第14集） |
| 洋             | 鍾爵士     | Peter之養父（第14集） |
| 楊證樺         | 司 機      | 鍾爵士之司機（第14集） |
| 鄭世豪         | 賊         | （第14集） |
| 曾琬莎         | 女苦主     | 被賊於街上搶劫（第14集） |
| 陳詩慧         | 徐小麗     | 孤兒院院友 徐榮康之女，後由社署接管 患先天性心漏症 林發和高如珠的助养女儿（第15-16集）                                                                                              |
| 陳榮峻         | 徐榮康     | 徐小麗之父 因法官把徐小麗判給其妻而決定放棄其撫養權（第15集） |
| 區靄玲         | 岑院長     | 孤兒院院長（第15集） |
| 孫慧雪         | 陳姑娘     | 孤兒院老師（第15集） |
| 佘樺           | 住 客      | 冤枉葉貴撞跌其雞蛋，後因害怕被追究而不打自招（第15集） |
| 楊潮凱         | 地產Sales  | （第16集） |
| 夏竹欣         | 童裝店店長 | （第16集） |
| 江美儀         | 佘之曼     | 姓名影射：佘詩曼 國內女中醫師 為拒絕Jonathan的愛意而請高義文扮其男友（第17集） |
| 布偉傑         | Jonathan   | 於飛機上認識佘之曼 對佘之曼一見鍾情 熱愛中國文化（第17集） |
| 李麗麗         | 佘 母      | 佘之曼之母 把高義文當成其夫（第17集） |
| 廖麗麗         | 霞 姨      | 佘母之傭人（第17集） |
| 岑潔儀         | 陳小姐     | 大廈住客（第17集） |
| 何遠東         | 肥佬住客   | 大廈住客 患密室幽閉症（第17集） |
| 招石文         | 江 叔      | 當舖客人（第17集） |
| 陳小慧         | 得意妹     | 網上賣家 與高如珠交收，但貨不對辦 希望賺錢以買公仔給患白血球的妹妹（第17集） |
| 江梓瑋         | 張 生      | 「德廣大押」客人（第18集） |
| 王少萍         | 張 太      | 不滿張生把其首飾拿去典當（第18集） |
| 鄭玉儀         | May        | 店員（第18集） |
| 沈卓盈         | Becky      | 高忠新之媳婦 勇之妻 假裝懷孕以謀視高忠新之財產，後被高如寶揭發（第19-20集） |
| 張達倫         | 勇         | Becky之夫 高忠新之子 高义文之堂弟 高威庭、高如珠、高如宝之堂叔 謀視高忠新之財產 第19集推倒高忠新令他昏迷，並把罪名推落高義文身上 要脅高義文3000萬元（第19-20集）                    |
| 黃煒溏         | 徐 權      | 徐力之孖生兄弟 頭號通緝犯 後被高如珠在意外中拘捕（第19集） |
| 黃煒溏         | 徐 力      | 徐權之孖生兄弟 因不滿高如珠拘捕徐權而打算襲擊她 誤刺傷為高如珠擋刀的林發（第20集）                                                                                                  |
| 陳勉良         | 孫 伯      | 「德廣大押」業主（第19集） |
| 趙希洛（青年） | 畢美儀     | 高威庭之母 年青時以「當子」為名，把高威庭留在德廣大押 後來雖不能說服高威庭跟隨自己，但獲高威庭相認（第20集）                                                                        |
| 謝雪心         | 畢美儀     | 高威庭之母 年青時以「當子」為名，把高威庭留在德廣大押 後來雖不能說服高威庭跟隨自己，但獲高威庭相認（第20集）                                                                        |
| 呂 熙          | 經 理      | 餐廳經理（第20集） |

## 劇中特別用語

### 電視節目
- 鮑魚風暴：劇集溏心風暴
- 法證先鋒IV：劇集法證先鋒系列第四輯（本劇首播時法證先鋒未有第四輯）
- 點解阿Sir係Madam：劇集點解阿Sir係阿Sir
- 誰家枕頭無腰果：劇集誰家灶頭無煙火
- 超音巨聲：節目超級巨聲
- 居家飯團：劇集居家兵團
- 宮心計II：劇集宮心計2續集（本劇首播時宮心計未有續集）
- 宮心計上計：劇集宮心計、凶城計中計或電影雙城計中計
- 花好滿園：電影花好月圓或劇集家好月圓
- 四海無情：劇集義海豪情
- 走光唔使慌：劇集九江十二坊

### 人物
- 視帝祥：演員黎耀祥
- 李黑人：歌手李克勤
- 校友：歌手張學友
- 梅姐：歌手梅艳芳
- 歌神許：歌手許冠傑
- 程傲：演員陳豪

### 機構
- TBB：TVB（電視廣播有限公司）
- Crazybuy消費團購網：（BeeCrazy團購）

### 品牌
- Janel：Chanel
- 保世丸：保濟丸
- 正霧丸：正露丸
- 無力士錶：勞力士錶
- rucci：Gucci
- mytbb：myTV

### 角色口頭禪
- 高義文﹕「救急助人」、「錢要搵，人要幫，幫得就幫」
- 林發﹕「發達哥，無甩拖！」、「發達仔，有計仔！」
- 林亞女:「層樓都收購咗咯......」「係啊，係啊，係啊」
- 林亞女，葉貴：「我係唔係好醒啊？」（國語翻譯：我是不是很机灵啊？）

### 劇集押韻金句
- 林發，葉貴：「一晚通宵唔捱得，两脚发软唔行得，三粒药丸唔少得，四督夜尿唔忍得，五更醒来唔训得，六种痛症唔郁得，七种冻品唔受得，八卦小气唔激得，狗屎垃圾唔舍得，十分钟后唔记得」
- 茶餐廳員工：「少年怕失戀，中年怕失業，老年怕失禁！」
- 林亞女：「你一手凑大三条化骨龙，我一手凑大阿发呢条鼻涕虫。」
- 林發：「人哋飞机撞纸鹞，我就发达哥撞猪腰。」
- 高義文：「父子同心，好过执金！」
- 高義文：「三唔识七，咪黎运桔！」
- 高義文：「着鞋唔着袜，做人唔方老实！」
- 溫婉嫻：「老爺心情好，成家都似褔島」
- 高如寶：「大嫂大哥好恩愛，人見人愛車見車載！」
- 葉貴：「十足我雷強，同影相一樣！」
- 林亞女：「白鳝上沙滩，唔死都一身潺！」

## 電視原聲帶
當中有電視台作為劇情發展，曾先後於劇集加插經典舊歌作為插曲，包括歌神張學友、李克勤的《遙遠的她》、《舊歡如夢》等更增加下載率，人氣急升，YouTubeMV點擊率曝升。
| 演唱者         | 歌曲                               | 原唱           | 備注   |
| -------------- | ---------------------------------- | -------------- | ------ |
| 鍾嘉欣         | 愛不疚                             | 林峯           | 第6集  |
| 樂瞳           | 飛躍舞台                           | 梅艷芳         | 第9集  |
| 夏雨           | 相思淚                             | 鄧麗君         | 第9集  |
| 蕭正楠         | 爭氣                               | 容祖兒         | 第10集 |
| 蕭正楠         | 檳城艷                             | 芳艷芬         | 第10集 |
| 蕭正楠、馬浚偉 | 舊歡如夢                           | 李克勤         | 第10集 |
| 張景淳         | 紅蝴蝶(巾幗梟雄主題曲)             | 吳卓羲         | 第10集 |
| 丁樂鍶         |                                    |                | 第10集 |
| 王淑玲         | 攻心計(宮心計主題曲)               | 關菊英         | 第10集 |
| 李興華         | 春風化雨(點解阿Sir係阿Sir主題曲)   | 陳豪、吳卓羲   | 第10集 |
| 李豪           | 義海豪情(巾幗梟雄之義海豪情主題曲) | 古巨基         | 第10集 |
| 朱敏瀚         | 目擊(法證先鋒III主題曲)            | 黎耀祥、吳卓羲 | 第10集 |
| 范彩兒         |                                    |                | 第10集 |
| 黃得生         | 潛伏(真相主題曲)                   | 劉威煌         | 第10集 |
| 樂瞳           | 凍咖啡                             | 汪明荃         | 第10集 |
| 蕭正楠         | 舊歡如夢                           | 李克勤         | 第10集 |
| 馬浚偉         | 遙遠的她                           | 張學友         | 第11集 |
| 蕭正楠         | 遙遠的她                           | 張學友         | 第11集 |

## 記事
- 2011年8月10日：此劇於12:30在將軍澳電視廣播城舉行試造型記者會。[3]
- 2011年8月28日：此劇演員鍾嘉欣和馬浚偉於石硤尾街與巴域街交界拍攝外景，其中一幕的劇情講述兩人乘的士追緝電單車匪徒，至上址時電單車翻側，失控鏟上行人路撞傷三名學生，遂上前捉拿犯人。劇情逼真惹來街坊報警求助，也導致一名情緒激動的婦人在現場發難。警方將事件列作誤會處理。[4]
- 2011年9月1日：此劇於14:30在將軍澳電視廣播城舉行開廠拜神儀式。[5]
- 2011年9月23日﹕鍾嘉欣、馬浚偉和蕭正楠於何文田拍攝外景。[6]
- 2011年10月5日﹕鍾嘉欣與馬浚偉於上環港澳客輪碼頭的海濱長廊拍攝外景。[7]
- 2011年10月7日﹕鍾嘉欣與馬浚偉於旺角西洋菜南街拍攝外景。[8]
- 2011年10月17日﹕此劇演員鍾嘉欣、馬浚偉、魯文傑、曾偉權、陳志健、李雨陽、許家傑與陳偉洪等於深水埗拍攝外景煞科戲，劇情講述飾演的士司機的馬浚偉被劫匪挾持，最後由飾演軍裝警察的鍾嘉欣營救。[9]
- 2011年10月20日﹕鍾嘉欣、馬浚偉和蕭正楠於尖沙咀一間餐廳進行外景拍攝。[10]
- 2011年10月22日﹕此劇舉行煞科宴。[11]
- 2011年10月26日﹕全劇演員於香港迪士尼樂園拍攝劇集片頭。[12]
- 2012年3月18日：此劇於12:30在將軍澳新都城中心天幕廣場舉行《當旺爸爸》之「旺上加旺家滿Fun」宣傳活動。[13]
- 2012年3月19日：由於《2012年行政長官候選人答問大會》直播超時，當日此劇順延至21:45－22:50播映。
- 2012年3月22日：此劇於14:30在將軍澳尚德邨博愛醫院陳國威小學舉行《當旺爸爸》之「愛爸爸更愛家」宣傳活動。[14]
- 此劇集第一集，當舖出現梯級供婆婆上落。唯現實當舖如此高枱面為保安需要，故實際不會有梯級提供。

## 收視
以下為本劇於香港無綫電視翡翠台、高清翡翠台之收視紀錄： 
| 週次 | 集數  | 日期                  | 平均收視 | 最高收視 | 百分比 |
| 1    | 01-05 | 2012年3月19日-3月23日 | 30點     | 33點     | 95%    |
| 2    | 06-10 | 2012年3月26日-3月30日 | 30點     | 32點     |        |
| 3    | 11-15 | 2012年4月2日-4月6日   | 29點     | 32點     |        |
| 4    | 16-20 | 2012年4月9日-4月13日  | 32點     | 35點     |        |
| 全劇 | 全劇  | 全劇                  | 30點     | 35點     |        |

- 此劇首集收視高開,平均 31點 最高 33點 <為無線上半年首集收視最高劇集>
- 此劇大結局錄得平均收視31點，最高收視34點。全劇平均收視則為30點，最高35點。
- 此劇是2012年TVB全年電視劇收視第五名

## 外部連結
- 《當旺爸爸》 GOTV 第1集重溫

## 電視節目的變遷

### 首播
| 香港 無綫電視翡翠台、高清翡翠台 星期一至五 21:30-22:30 · 3月19日 21:45-22:50 | 香港 無綫電視翡翠台、高清翡翠台 星期一至五 21:30-22:30 · 3月19日 21:45-22:50 | 香港 無綫電視翡翠台、高清翡翠台 星期一至五 21:30-22:30 · 3月19日 21:45-22:50 |
| ---------------------------------------------------------------------------- | ---------------------------------------------------------------------------- | ---------------------------------------------------------------------------- |
|                                                                              | 當旺爸爸 （2012.03.19 - 2012.04.13）                                         |                                                                              |
| On Call 36小時 （2012.02.13 - 2012.03.16）                                   | 拳王 （2012.04.16 - 2012.05.18）                                             |                                                                              |

| 結·分@謊情式 2011年10月31日—     |                                                               |                                                               |                        |
| 東西宮略 —4月1日                 | 東西宮略 —4月1日                                              | 盛世仁傑 4月2日—                                              | 盛世仁傑 4月2日—       |
| 上一套： On Call 36小時 —3月16日 | 翡翠台／高清翡翠台第三綫劇集（2012） 當旺爸爸 3月19日—4月13日 | 翡翠台／高清翡翠台第三綫劇集（2012） 當旺爸爸 3月19日—4月13日 | 下一套： 拳王 4月16日— |

### 重播
| 香港 無綫電視翡翠台 星期一至五 14:45-15:45 | 香港 無綫電視翡翠台 星期一至五 14:45-15:45 | 香港 無綫電視翡翠台 星期一至五 14:45-15:45 |
| ------------------------------------------ | ------------------------------------------ | ------------------------------------------ |
|                                            | 當旺爸爸 （2019.05.23 - 2019.06.19）       |                                            |
| 有營煮婦 （2019.04.11 - 2019.05.22）       | 施公奇案 （2019.06.20 - 2019.07.17）       |                                            |

| 香港 無綫電視翡翠台下午劇集時段 星期一至五 14:45－15:45 | 香港 無綫電視翡翠台下午劇集時段 星期一至五 14:45－15:45 | 香港 無綫電視翡翠台下午劇集時段 星期一至五 14:45－15:45 |
| ------------------------------------------------------- | ------------------------------------------------------- | ------------------------------------------------------- |
|                                                         | 當旺爸爸 （2023年6月12日－2023年7月7日）                |                                                         |
| 荃加福祿壽探案 （2023年5月15日－2023年6月9日）          | 讀心神探 （2023年7月10日－2023年8月4日）                |                                                         |

### 香港以外地區播放
| 馬來西亞 Astro On Demand劇集首映 21:30－22:15 時段 | 馬來西亞 Astro On Demand劇集首映 21:30－22:15 時段 | 馬來西亞 Astro On Demand劇集首映 21:30－22:15 時段 |
| -------------------------------------------------- | -------------------------------------------------- | -------------------------------------------------- |
|                                                    | 當旺爸爸 （2012.03.19－2012.04.13）                |                                                    |
| On Call 36小時 （2012.02.13－2012.03.16）          | 拳王 （2012.04.16－2012.05.18）                    |                                                    |

| 澳洲 TVBJ 20:30－21:30 時段               | 澳洲 TVBJ 20:30－21:30 時段         | 澳洲 TVBJ 20:30－21:30 時段 |
| ----------------------------------------- | ----------------------------------- | --------------------------- |
|                                           | 當旺爸爸 （2012.03.20－2012.04.16） |                             |
| On Call 36小時 （2012.02.14－2012.03.17） | 拳王 （2012.04.17－2012.05.18）     |                             |

| 美國 翡翠1台 17:20-18:30 時段 (西岸時間)  | 美國 翡翠1台 17:20-18:30 時段 (西岸時間) | 美國 翡翠1台 17:20-18:30 時段 (西岸時間) |
| ----------------------------------------- | ---------------------------------------- | ---------------------------------------- |
|                                           | 當旺爸爸 （2012.03.19－2012.04.13）      |                                          |
| On Call 36小時 （2012.02.13－2012.03.16） | 拳王 （2012.04.16－2012.05.18）          |                                          |

| 星和娱家戏剧台 劇集首映 星期一至五 20:00—21:00 時段 | 星和娱家戏剧台 劇集首映 星期一至五 20:00—21:00 時段 | 星和娱家戏剧台 劇集首映 星期一至五 20:00—21:00 時段 |
| --------------------------------------------------- | --------------------------------------------------- | --------------------------------------------------- |
|                                                     | 當旺爸爸 （2012.10.18 - 2012.11.14）PG              |                                                     |
| 東西宮略 （2012.09.13 - 2012.10.17）                | 耀舞長安 （2012.11.15 - 2012.12.26）                |                                                     |

| 馬來西亞 ntv7 星期一至三 23:00—24:00 | 馬來西亞 ntv7 星期一至三 23:00—24:00 | 馬來西亞 ntv7 星期一至三 23:00—24:00 |
| ------------------------------------ | ------------------------------------ | ------------------------------------ |
|                                      | 當旺爸爸 （2014.06.23 - 2014.08.05） |                                      |
| 拳王 （2014.04.23 - 2014.06.18）     | 回到三國 （2014.08.06 - 2014.10.01） |                                      |